# San Luis al Medio
San Luis al Medio – miasto w Urugwaju, w departamencie Rocha.